# Colobothea obconica
Colobothea obconica är en skalbaggsart som beskrevs av Aurivillius 1902. Colobothea obconica ingår i släktet Colobothea och familjen långhorningar. Inga underarter finns listade i Catalogue of Life.